# Beretta 71

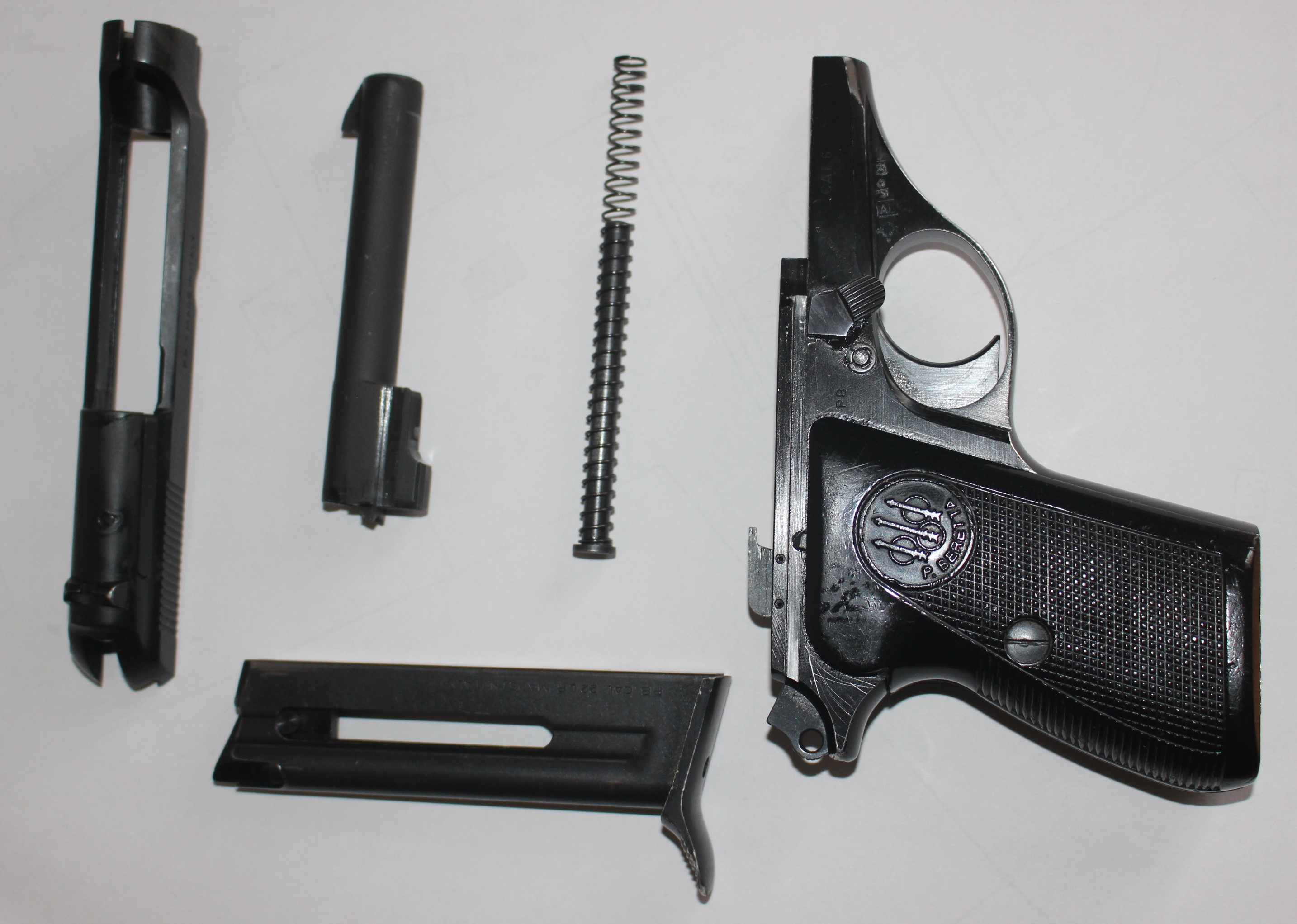
Rozborka Beretty 71

Beretta 71 je italská samonabíjecí pistole ráže .22 LR. Pistole byla vyvinuta začátkem 60. let jako malorážková kopie modelu 70 ráže 7,65 mm a časem se stala nejpočetnějším typem této řady. Zatímco střední ráže v praxi ozbrojených složek ustupovala ve prospěch ráže 9 mm, ráže 5,6 mm v součinnosti s nízkou hmotností, spolehlivostí a dokonalou ergonomií dělala z modelu 71 zbraň vhodnou pro civilní osobní obranu, střelecký trénink, ale i činnost ve zpravodajských sužbách.
Na zbrani se objevují moderní konstrukční prvky, používané později ve všech typech samonabíjecích pistolí Beretta do konce 20. století. Rám z lehké slitiny dává zbrani sympatických 480 gramů. Zásobník na osm nábojů odpovídá zbraním své doby. Hledí je pevné na závěru, muška pevná na hlavni. Standardní malorážková střela o hmotnosti 2,6 gramu zrychlí na přibližně 300 metrů za sekundu. Standardní malorážkový terč lze s jistotou zasáhnout na vzdálenost 50 m.
Mezi nejznámější služební výkony patří operace izraelské zpravodajské služby Boží hněv a výkony při ochraně letadel. Oblíbenost a výkony zbraně u Mosadu daly vzniknou přezdívce Mosadka.
Mezi výhody zbraně patří přesnost, minimální zpětný ráz, střelecké pohodlí, skryté nošení, tichý zvuk výstřelu, možnost instalace tlumiče, rychlé míření, střelba v rychlém sledu, který nenarušuje míření.
Mezi nevýhody zbraně patří nízký výkon střely. Z tohoto důvodu není zbraň příliš vhodná zejména proti skupině osob. Jde spíše o útočnou zbraň, kdy je potřeba nečekaně a plánovaně zlikvidovat jediný cíl vypálením několika projektilů do životně důležitých oblastí. Vzhledem k nízkému výkonu náboje skutečné bojové použití zbraně obvykle nepřesahuje 10 metrů.
Nejčastějším využitím zbraně je mířené střílení ze stylové a spolehlivé zbraně.